# Synplasta dulcia
Synplasta dulcia är en tvåvingeart som först beskrevs av Dziedzicki 1910.  Synplasta dulcia ingår i släktet Synplasta, och familjen svampmyggor. Enligt den finländska rödlistan är arten nära hotad i Finland. Arten är reproducerande i Sverige. Artens livsmiljö är naturlundskogar.